# Urs Kälin
Urs Kälin (ur. 26 lutego 1966 w Bennau) – szwajcarski narciarz alpejski, wicemistrz olimpijski i dwukrotny medalista mistrzostw świata.

## Kariera
W zawodach Pucharu Świata Urs Kälin zadebiutował w drugiej połowie lat 80. Pierwsze punkty wywalczył 17 stycznia 1989 roku w Adelboden, zajmując jedenaste miejsce w gigancie. W sezonie 1988/1989 punktował jeszcze pięciokrotnie, zajmując między innymi dziesiąte miejsce w supergigancie 26 lutego 1989 roku w Whistler. W klasyfikacji generalnej zajął ostatecznie 46. miejsce, a w klasyfikacji giganta był czternasty. Wystąpił wtedy też na mistrzostwach świata w Vail, gdzie zajął 27. miejsce w supergigancie i czternaste w gigancie, a rywalizacji w slalomie nie ukończył.
Pierwszy raz na podium zawodów tego cyklu stanął 30 listopada 1989 roku w Waterville Valley, zwyciężając w gigancie. W zawodach tych wyprzedził bezpośrednio Szweda Larsa-Börje Erikssona i Austriaka Günthera Madera. Było to jednak jego jedyne podium w sezonie 1989/1990, który zakończył na 36. pozycji. W kolejnym sezonie na podium stawał dwukrotnie, w obu przypadkach zajmując drugie miejsce w gigancie: 16 grudnia 1990 roku w Alta Badia oraz pięć dni później w Kranjskiej Gorze. W klasyfikacji generalnej był tym razem piętnasty, a w klasyfikacji giganta zajął czwarte miejsce. W lutym 1991 roku zdobył swój pierwszy medal na międzynarodowej arenie, zajmując drugie miejsce w gigancie podczas mistrzostw świata w Saalbach-Hinterglemm. Rozdzielił tam na podium Austriaka Rudolfa Nierlicha oraz Johana Wallnera ze Szwecji. Na tej samej imprezie zajął także ósme miejsce w supergigancie.
Na podium Pucharu Świata stawał ponownie w sezonie 1991/1992. Najpierw był trzeci w supergigancie 8 grudnia 1991 roku w Val d’Isère, a następnie zajął drugie miejsce w tej samej konkurencji 1 marca 1992 roku w Morioce. W klasyfikacji generalnej zajął 32. miejsce, jednak w klasyfikacji supergiganta uplasował się na szóstej pozycji. Z igrzysk olimpijskich w Albertville wrócił bez medalu. Wystąpił tylko w supergigancie, kończąc rywalizację na czternastym miejscu. Na rozgrywanych rok później mistrzostwach świata w Morioce również wystąpił tylko jednej konkurencji. Tym razem był czwarty w gigancie, walkę o podium przegrywając z Johanem Wallnerem o 0,36 sekundy.
Kolejny medal wywalczył na igrzyskach olimpijskich w Lillehammer w 1994 roku, gdzie był drugi w gigancie. Już po pierwszym przejeździe Szwajcar zajmował drugie miejsce, tracąc do prowadzącego Austriaka Rainera Salzgebera 0,37 sekundy. W drugim przejeździe uzyskał czwarty czas, jednak łączny czas dał mu srebrny medal. Do zwycięzcy, Niemca Markusa Wasmeiera, stracił zaledwie 0,02 sekundy, a trzecie miejsce ze stratą 0,10 sekundy do Kälina zajął Christian Mayer z Austrii. W zawodach pucharowych nie stawał na podium, jego najlepszym wynikiem było piąte miejsce w gigancie w Aspen. Sezon 1993/1994 zakończył na 57. pozycji w klasyfikacji generalnej. Na podium zawodów tego cyklu wrócił 21 grudnia 1994 roku w Alta Badia, gdzie był drugi w gigancie. Kilkukrotnie plasował się w najlepszej dziesiątce, jednak nie stawał już na podium. W klasyfikacji generalnej sezonu 1994/1995 zajął 26. miejsce, a w gigancie był szósty.
Najlepsze wyniki w Pucharze Świata osiągnął w sezonie 1995/1996, kiedy to zajął dziewiąte miejsce w klasyfikacji generalnej, a w klasyfikacji giganta był drugi za swym rodakiem, Michaelem von Grünigenem. Na podium plasował się sześć razy, w tym dwukrotnie zwyciężał: 6 stycznia we Flachau i 9 marca 1996 roku w Kvitfjell był najlepszy w gigancie. Triumf w Kvitfjell był jego ostatnim pucharowym zwycięstwem. W lutym 1996 roku wystartował na mistrzostwach świata w Sierra Nevada, gdzie zdobył kolejny srebrny medal w swej koronnej konkurencji. W zawodach tych najlepszy był Włoch Alberto Tomba, a trzecie miejsce zajął Michael von Grünigen.
Ostatnie podium w karierze wywalczył 30 listopada 1996 roku w Breckenridge, zajmując drugie miejsce w gigancie. Kälin startował jeszcze przez cztery kolejne lata, jednak bez większych sukcesów. Jego najlepszym wynikiem w zawodach Pucharu Świata w tym czasie był czwarte miejsce w gigancie wywalczone 14 grudnia 1997 roku w Val d’Isère. Był też między innymi dwunasty w gigancie na igrzyskach w Nagano w 1998 roku i czternasty podczas rozgrywanych trzy lata później mistrzostw świata w St. Anton. Trzykrotnie zdobywał mistrzostwo Szwajcarii, zwyciężając w gigancie w latach 1991, 1995 i 1996. W grudniu 2001 roku zakończył karierę.

## Osiągnięcia

### Igrzyska olimpijskie
| Miejsce | Dzień     | Rok  | Miejscowość | Konkurencja | Czas biegu | Strata | Zwycięzca           |
| ------- | --------- | ---- | ----------- | ----------- | ---------- | ------ | ------------------- |
| 14.     | 16 lutego | 1992 | Albertville | Supergigant | 1:13,04    | +2,18  | Kjetil André Aamodt |
| 2.      | 23 lutego | 1994 | Lillehammer | Gigant      | 2:52,46    | +0,02  | Markus Wasmeier     |
| 12.     | 19 lutego | 1998 | Nagano      | Gigant      | 2:38,51    | +2,66  | Hermann Maier       |

### Mistrzostwa świata
| Miejsce | Dzień       | Rok  | Miejscowość   | Konkurencja | Czas biegu | Strata | Zwycięzca            |
| ------- | ----------- | ---- | ------------- | ----------- | ---------- | ------ | -------------------- |
| 27.     | 8 lutego    | 1989 | Vail          | Supergigant | 1:38,81    | +2,45  | Martin Hangl         |
| 14.     | 9 lutego    | 1989 | Vail          | Gigant      | 2:37,66    | +3,71  | Rudolf Nierlich      |
| DNF1    | 12 lutego   | 1989 | Vail          | Slalom      | 2:02,85    | -      | Rudolf Nierlich      |
| 2.      | 23 stycznia | 1991 | Saalbach      | Supergigant | 1:26,73    | +2,59  | Stephan Eberharter   |
| 2.      | 3 lutego    | 1991 | Saalbach      | Gigant      | 2:29,94    | +0,35  | Rudolf Nierlich      |
| 4.      | 10 lutego   | 1993 | Morioka       | Gigant      | 2:15,36    | +2,27  | Kjetil André Aamodt  |
| 2.      | 23 lutego   | 1996 | Sierra Nevada | Gigant      | 1:58,63    | +0,44  | Alberto Tomba        |
| 12.     | 25 lutego   | 1996 | Sierra Nevada | Slalom      | 1:42,26    | +3,52  | Alberto Tomba        |
| DNF1    | 12 lutego   | 1997 | Sestriere     | Gigant      | 2:48,23    | -      | Michael von Grünigen |
| 14.     | 8 lutego    | 2001 | Sankt Anton   | Gigant      | 2:23,80    | +2,62  | Michael von Grünigen |

### Puchar Świata

#### Miejsca w klasyfikacji generalnej
- sezon 1988/1989: 46.
- sezon 1989/1990: 36.
- sezon 1990/1991: 15.
- sezon 1991/1992: 32.
- sezon 1992/1993: 80.
- sezon 1993/1994: 57.
- sezon 1994/1995: 26.
- sezon 1995/1996: 9.
- sezon 1996/1997: 40.
- sezon 1997/1998: 37.
- sezon 1998/1999: 139.
- sezon 1999/2000: 59.
- sezon 2000/2001: 50.

#### Zwycięstwa w zawodach
1. Waterville Valley – 30 listopada 1989 (gigant)
2. Flachau – 6 stycznia 1996 (gigant)
3. Kvitfjell – 9 marca 1996 (gigant)

#### Pozostałe miejsca na podium
1. Alta Badia – 16 grudnia 1990 (gigant) – 2. miejsce
2. Kranjska Gora – 21 grudnia 1990 (gigant) – 2. miejsce
3. Val d’Isère – 8 grudnia 1991 (supergigant) – 3. miejsce
4. Morioka – 1 marca 1992 (supergigant) – 2. miejsce
5. Alta Badia – 22 grudnia 1994 (gigant) – 2. miejsce
6. Tignes – 12 listopada 1995 (gigant) – 3. miejsce
7. Vail – 17 listopada 1995 (gigant) – 3. miejsce
8. Adelboden – 16 stycznia 1996 (gigant) – 2. miejsce
9. Hinterstoder – 10 lutego 1996 (gigant) – 2. miejsce
10. Breckenridge – 30 listopada 1996 (gigant) – 2. miejsce